# Pseudojuloides atavai
Pseudojuloides atavai là một loài cá biển thuộc chi Pseudojuloides trong họ Cá bàng chài. Loài này được mô tả lần đầu tiên vào năm 1981.

## Từ nguyên
Từ định danh atavai trong tiếng Tahiti có nghĩa là "xinh đẹp", hàm ý đề cập đến màu sắc cơ thể bắt mắt ở cá đực và cá cái của loài này.

## Phạm vi phân bố và môi trường sống
P. atavai có phạm vi phân bố ở Nam Thái Bình Dương. Loài này được tìm thấy tại quần đảo Pitcairn, quần đảo Australes, quần đảo Tuamotu và quần đảo Society. P. atavai sống gần các rạn san hô viền bờ và trong các đầm phá ở độ sâu khoảng từ 12 đến 31 m.

## Mô tả
P. atavai có chiều dài cơ thể tối đa được ghi nhận là gần 11,6 cm. Mống mắt màu vàng ở hai giới.
Cá đực có thân sau màu xanh lam đen, thân trước màu màu vàng da cam với các vệt sọc màu đỏ tươi. Một dải màu đỏ cam từ sau gáy trải dài dọc theo gốc vây lưng đến gốc đuôi. Đầu màu vàng cam với các vệt màu tím. Vây lưng màu vàng với rìa màu xanh óng, phần gai có màu đỏ cam; một đốm xanh lam ở trước vây lưng. Vây hậu môn màu đen phớt đỏ; rìa có màu xanh óng. Vây đuôi có màu cam nhạt ở trung tâm. Vây ngực trong suốt. Vây bụng màu cam nhạt.
Cá cái có nửa thân trên và vùng trên đầu màu nâu đỏ (trở thành màu đỏ cam ở gần vây lưng), nửa thân dưới màu trắng, vùng dưới đầu hơi có màu cá hồi (hồng cam). Cả hai tông màu được chia tách bởi một cặp sọc ngang màu đen (trên) và xanh óng (dưới), băng dài từ mắt đến gốc vây đuôi. Vây lưng màu đỏ nhạt với một đốm đen lớn ở trước. Vây hậu môn có màu vàng trong suốt với rìa màu xanh óng. Vây đuôi trong suốt, màu vàng, sẫm hơn ở 2 thùy. Vây ngực trong suốt với các tia vây màu đỏ nhạt. Vây bụng trắng nhạt, hơi phớt đỏ.
Số gai ở vây lưng: 9; Số tia vây ở vây lưng: 12; Số gai ở vây hậu môn: 3; Số tia vây ở vây hậu môn: 12; Số tia vây ở vây ngực: 13; Số gai ở vây bụng: 1; Số tia vây ở vây bụng: 5.

### Trích dẫn
- "A Revision of the Labrid Fish Genus Pseudojuloides, with Descriptions of Five New Species" (PDF). Pacific Science. Quyển 35 số 1. 1981. tr. 51–74. {{Chú thích tạp chí}}: Đã bỏ qua tham số không rõ |authors= (trợ giúp)